# جیل آدامز
جیل آدامز (انگلیسی: Gayle Adams) یک خواننده اهل ایالات متحده آمریکا است. وی بین سال‌های ۱۹۸۰ تا ۱۹۸۹ میلادی فعالیت می‌کرد.